# جنت‌آباد (قائنات)
جنت آباد، روستایی از توابع دهستان سده بخش سده شهرستان قائنات در استان خراسان جنوبی ایران است. این روستا در ۴ کیلومتری شمال آرین شهر قرار دارد و با شهر قاین ۴۹ کیلومتر و مرکز استان خراسان جنوبی(بیرجند) ۶۰ کیلومتر فاصله دارد.

## جمعیت
این روستا در دهستان سده قرار دارد و براساس سرشماری مرکز آمار ایران در سال ۱۳۹۰، جمعیت آن ۱۲۸ نفر (۴۶ خانوار) بوده‌است.
یکی از دلایلی که این روستا بر خلاف روستاهای همتراز در منطقه خالی از سکنه یا با کاهش شدید جمعیت مواجه نشده است موقعیت مکانی مناسب از جمله قرار گرفتن در ۴ کیلومتری آرین شهر و جاده اصلی بیرجند به مشهد می‌باشد؛ و دلیل دیگر علاقه شدید مردم روستا به محل سکونتشان که مانع از مهاجرت بی‌رویه جوانان این روستا گردیده است.